# Richmodis
Richmodis ist ein germanisch-althochdeutscher weiblicher sowie männlicher Vorname.

## Herkunft und Bedeutung
Der germanische Personenname ist seit dem 8. Jahrhundert in der Form Ricmod bekannt. Der erste Teil des Namens ric (rik) bedeutet „machtvoll“ oder auch „vornehm“. Der zweite Teil des Namens mod bedeutet „hoher Mut“ oder „hohe Gesinnung“.

## Varianten
Richmut, Ricmudis, Richmudis, Rigmudis, Richmudis, Rychmot, Rychmoid, Richmuth